# USA Today
USA Today este un cotidian american național publicat de Gannett Company. Ziarul a fost fondat de Allen 'Al' Neuharth fiind ziarul cu cea mai mare rețea de distribuție din Statele Unite ale Americii.
Ziarul a fost lansat la data de 15 septembrie 1982, cu un tiraj inițial de 362.879 de exemplare.
Tirajul la data de 31 decembrie 2007 a fost de 2.289.872 exemplare.